# Lo Raller de la Santa
Lo Raller de la Santa és un serrat de l'Alta Ribagorça a l'antic terme del Pont de Suert, dins de l'antic enclavament de Cellers.
El seu extrem de ponent és un penya-segat damunt del pantà d'Escales, i el de llevant, el Tossal de Cabosi, al límit amb l'enclavament d'Enrens i Trepadús, del terme municipal de Tremp, administrativament del Pallars Jussà, tot i que pertany a l'antic terme d'Espluga de Serra, de l'Alta Ribagorça.
Conté uns quants passos dels antics camins de la zona: el Pas de la Santa, la Collada de Puço, el Pas de l'Ós i el Pas de la Teixonera, de ponent a llevant.